# Liste der Stolpersteine in Lengerich (Emsland)
Die Liste der Stolpersteine in Lengerich (Emsland) enthält die Stolpersteine, die im Rahmen des gleichnamigen Kunst-Projekts von Gunter Demnig in Lengerich (Emsland) verlegt wurden. Mit ihnen soll an die Opfer des Nationalsozialismus erinnert werden, die in Lengerich im Emsland lebten und wirkten.

## Liste der Stolpersteine
| Name               | Adresse              | Bild                                | Inschrift | Verlegedatum  | Biografie und Anmerkungen |
| ------------------ | -------------------- | ----------------------------------- | --- | ------------- | ------------------------- |
| Josef Heilbronn    | Handruper Straße 5 · | Stolperstein für Josef Heilbronn    | Hier wohnte Josef Heilbronn Jg. 1880 'Schutzhaft' 1938 Sachsenhausen deportiert 1941 Riga ermordet 1942 Riga-Salaspils                       | 11. Dez. 2018 |                           |
| Rosa Heilbronn     | Handruper Straße 5 · | Stolperstein für Rosa Heilbronn     | Hier wohnte Rosa Heilbronn geb. Magnus Jg. 1901 deportiert 1941 ermordet in Riga                                                             | 11. Dez. 2018 |                           |
| Abraham Heilbronn  | Mühlenstraße 1 ·     | Stolperstein für Abraham Heilbronn  | Hier wohnte Abraham Heilbronn Jg. 1874 deportiert 1943 Theresienstadt ermordet 1.8.1943                                                      | 11. Dez. 2018 |                           |
| Meta Heilbronn     | Mühlenstraße 1 ·     | Stolperstein für Meta Heilbronn     | Hier wohnte Meta Heilbronn geb. Horn Jg. 1878 deportiert 1943 Theresienstadt ermordet 20.9.1943                                              | 11. Dez. 2018 |                           |
| Leonard Heilbronn  | Mühlenstraße 1 ·     | Stolperstein für Leonard Heilbronn  | Hier wohnte Leonard Heilbronn Jg. 1908 'Schutzhaft' 1938 Sachsenhausen deportiert 1941 Riga ermordet 13.1.1942 Riga-Salaspils                | 11. Dez. 2018 |                           |
| Berta Heilbronn    | Mühlenstraße 1 ·     | Stolperstein für Berta Heilbronn    | Hier wohnte Berta Heilbronn verh. Sachs Jg. 1909 deportiert 1941 Riga Stutthof befreit                                                       | 11. Dez. 2018 |                           |
| Paul Heilbronn     | Mühlenstraße 1 ·     | Stolperstein für Paul Heilbronn     | Hier wohnte Paul Heilbronn Jg. 1912 deportiert 1941 Riga, Kowno ermordet 27.2.1945 Dachau                                                    | 11. Dez. 2018 |                           |
| Julius Heilbronn   | Mühlenstraße 1 ·     | Stolperstein für Julius Heilbronn   | Hier wohnte Julius Heilbronn Jg. 1914 Flucht 1937 USA                                                                                        | 11. Dez. 2018 |                           |
| Meinhard Heilbronn | Mühlenstraße 1 ·     | Stolperstein für Meinhard Heilbronn | Hier wohnte Meinhard Heilbronn Jg. 1916 Flucht 1937 USA                                                                                      | 11. Dez. 2018 |                           |
| Emil Heilbronn     | Mühlenstraße 1 ·     | Stolperstein für Emil Heilbronn     | Hier wohnte Emil Heilbronn Jg. 1920 deportiert 1943 Auschwitz Groß-Rosen ermordet 2.5.1945 Arbeitslager Wüstengiersdorf                      | 11. Dez. 2018 |                           |
| Bendix Heilbronn   | Mühlenstraße 20 ·    | Stolperstein für Bendix Heilbronn   | Hier wohnte Bendix Heilbronn Jg. 1883 Flucht 1939 Holland interniert Westerbork deportiert 1944 Theresienstadt ermordet 18.10.1944 Auschwitz | 11. Dez. 2018 |                           |
| Johanna Heilbronn  | Mühlenstraße 20 ·    | Stolperstein für Johanna Heilbronn  | Hier wohnte Johanna Heilbronn geb. Frank Jg. 1899 Flucht 1939 Holland interniert Westerbork deportiert 1944 Theresienstadt befreit           | 11. Dez. 2018 |                           |
| Philipp Heilbronn  | Mühlenstraße 20 ·    | Stolperstein für Philipp Heilbronn  | Hier wohnte Philipp Heilbronn Jg. 1921 Flucht 1939 Holland mit Hilfe überlebt                                                                | 11. Dez. 2018 |                           |
| Erna Heilbronn     | Mühlenstraße 20 ·    | Stolperstein für Erna Heilbronn     | Hier wohnte Erna Heilbronn verh. Pinto Jg. 1922 Flucht 1939 Holland interniert Westerbork befreit                                            | 11. Dez. 2018 |                           |
| Fritz Heilbronn    | Mühlenstraße 20 ·    | Stolperstein für Fritz Heilbronn    | Hier wohnte Fritz Heilbronn Jg. 1925 Flucht 1939 Holland interniert Westerbork befreit                                                       | 11. Dez. 2018 |                           |
| Günter Heilbronn   | Mühlenstraße 20 ·    | Stolperstein für Günter Heilbronn   | Hier wohnte Günter Heilbronn nach Adoption G. Frank Jg. 1930 Flucht 1930 USA                                                                 | 11. Dez. 2018 |                           |
| Hella Heilbronn    | Mühlenstraße 20 ·    | Stolperstein für Hella Heilbronn    | Hier wohnte Hella Heilbronn verh. Weiss Jg. 1934 Flucht 1939 Holland interniert Westerbork deportiert 1944 Theresienstadt befreit            | 11. Dez. 2018 |                           |